# Roche Abbey
Roche Abbey är en fornlämning i Rotherham i Storbritannien. Den ligger i grevskapet South Yorkshire och riksdelen England, i den sydöstra delen av landet, 220 km norr om huvudstaden London. Roche Abbey ligger 90 meter över havet.
Terrängen runt Roche Abbey är platt. Runt Roche Abbey är det tätbefolkat, med 493 invånare per kvadratkilometer. Närmaste större samhälle är Sheffield, 18,8 km väster om Roche Abbey. Trakten runt Roche Abbey består till största delen av jordbruksmark.